# Oljokma
Oljokma (russisk: Олёкма, tr. Oljokma; jakutisk: Өлүөхүмэ, tr. Ölüökhüme) er en biflod til Lena i Amur oblast, Zabajkalskij kraj og Republikken Sakha i det østlige Sibirien i Rusland. Floden er omkring 1.436 km lang, og har et afvandingsareal på 210.000 km².
Oljokma udspringer i Murójskij bjergryggen, vest for Mogotja, og løber mod nord gennem ubeboede områder før den munder ud i Lena nær Oljokminsk.